# Чиньяворицьке сільське поселення
Чиньявори́к сільське поселення (рос. Чиньяворык сельское поселение) — муніципальне утворення у складі Княжпогостського району Республіки Комі, Росія. Адміністративний центр — селище Чиньяворик.

## Населення
Населення — 1035 осіб (2017, 1592 у 2010, 2389 у 2002, 2345 у 1989).

## Склад
До складу поселення входять такі населені пункти:
| Населений пункт    | Населення, осіб (1989) | Населення, осіб (2002) | Населення, осіб (2010) |
| ------------------ | ---------------------- | ---------------------- | ---------------------- |
| Мес'ю, селище      | 98                     | 18                     | 11                     |
| Чиньяворик, селище | 1276                   | 2044                   | 1561                   |
| Шомвуково, селище  | 971                    | 327                    | 20                     |